# Cyclopentadiényle
Le cyclopentadiényle, ou anion cyclopentadiénure, est un ligand aromatique de formule chimique C5H5− dérivant formellement du cyclopentadiène C5H6 par déprotonation. C'est notamment un constituant des métallocènes tels que le ferrocène Fe(C5H5)2, mais on le trouve également dans des sels tels que le cyclopentadiénure de lithium Li(C5H5). Il est très couramment abrégé « Cp » dans les équations chimiques.
Il se présente sous la forme d'un anion cyclique plan de symétrie D5h en forme de pentagone portant six électrons π qui satisfont la règle de Hückel relative à l'aromaticité. Chaque atome de carbone porte ainsi une fraction de la charge négative et participe au système conjugué du noyau aromatique simple. Ce ligand établit des liaisons haptiques avec le centre métallique qui peuvent avoir un caractère plus ou moins ionique — la liaison est par exemple essentiellement ionique dans le cas du cyclopentadiénure de sodium Na(C5H5) et des sels de potassium ou de rubidium apparentés.
Outre les métallocènes qui sont les plus courants, il existe divers complexes métalliques de cyclopentadiényle, notamment de type « sandwich » ou « demi-sandwich », également dits en tabouret de piano.

Exemples de complexes du cyclopentadiényle.
(η7-C7H7)(η5-C5H5)Ti.
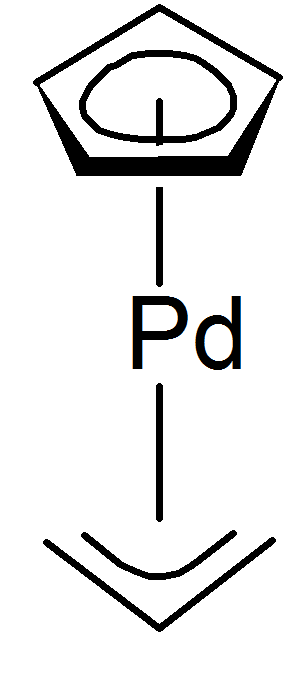
(η3-C3H5)(η5-C5H5)Pd.

Il existe un grand nombre de dérivés de cyclopentadiényle substitués, dont le pentaméthylcyclopentadiényle C5(CH3)5 et les ligands cyclopentadiényle encombrants, utiles pour stabiliser certaines structures sandwich difficiles d'accès, ou encore des réactifs de Grignard tels que le bromure de cyclopentadiénylmagnésium C5H5MgBr, utiles pour produire des complexes de cet anion.